# Meridiaan van Parijs

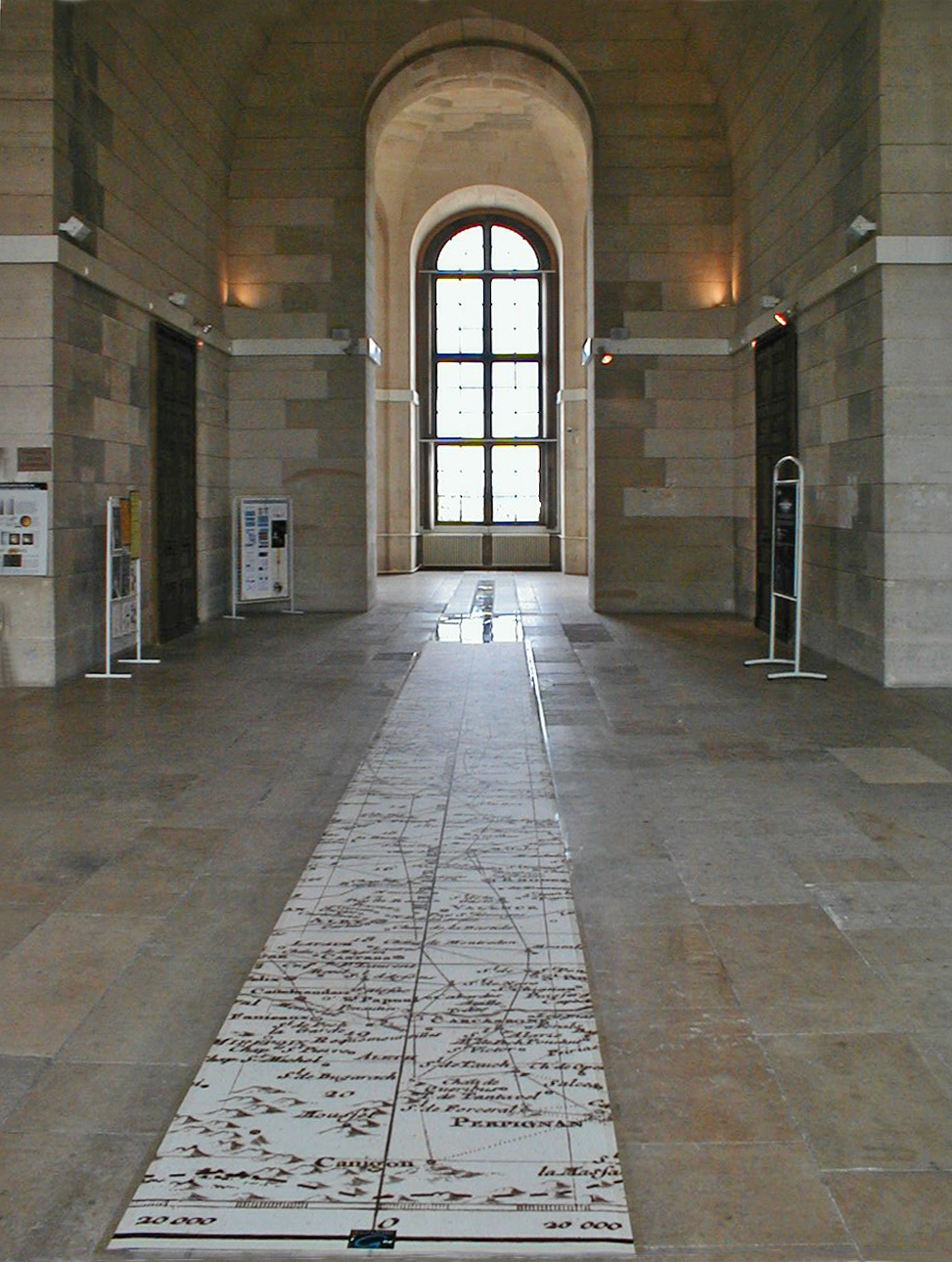
De meridiaan, uitgezet in de vloer van het observatorium van Parijs.

De meridiaan van Parijs is een meridiaan die door het Observatorium van Parijs loopt en die tot 1914 officieel bij de Franse cartografie en maritieme navigatie als nulmeridiaan in gebruik was. De lijn bevindt zich op 2° 20′ 14,025″ oosterlengte (OL) ten opzichte van de thans geldende wereldstandaard, de IERS referentiemeridiaan.

## Introductie
Een meridiaan is een denkbeeldige lijn over het aardoppervlak, haaks op de evenaar, van pool naar pool. Rond haar omtrek, bijvoorbeeld de evenaar, is de aarde verdeeld in 360 graden, die vanaf een nulmeridiaan worden uitgemeten. Zij worden aangeduid in graden (van 0 tot 180) oosterlengte, respectievelijk westerlengte. Een graad (°) kan verdeeld worden in 60 minuten (') en een minuut in 60 seconden ("). Samen met de positie in graden ten opzichte van de evenaar (de breedte) en eventueel de hoogte kan elke plek op aarde eenduidig worden aangegeven.
Er zijn oneindig veel meridianen mogelijk, maar slechts eentje daarvan is de nullijn. De locatie van de evenaar wordt bepaald door de as van de aarde. De keuze voor een nulmeridiaan echter, is een geografisch willekeurige. In de loop der tijd zijn er, vaak om economische of politieke redenen, vele van deze nullijnen in gebruik geweest. De oorsprong van het Europese begrip ten aanzien van deze kwestie ligt in de wetenschap ten tijde van de hellenistische periode in Griekenland, maar het zou nog tot de tijd van de Grieks-Romeinse astronoom, wiskundige en geograaf Claudius Ptolemaeus (ca. 90-168) duren voordat het hanteren van een specifieke nulmeridiaan bij cartografie en navigatie algemeen gebruik was.

### Ferro

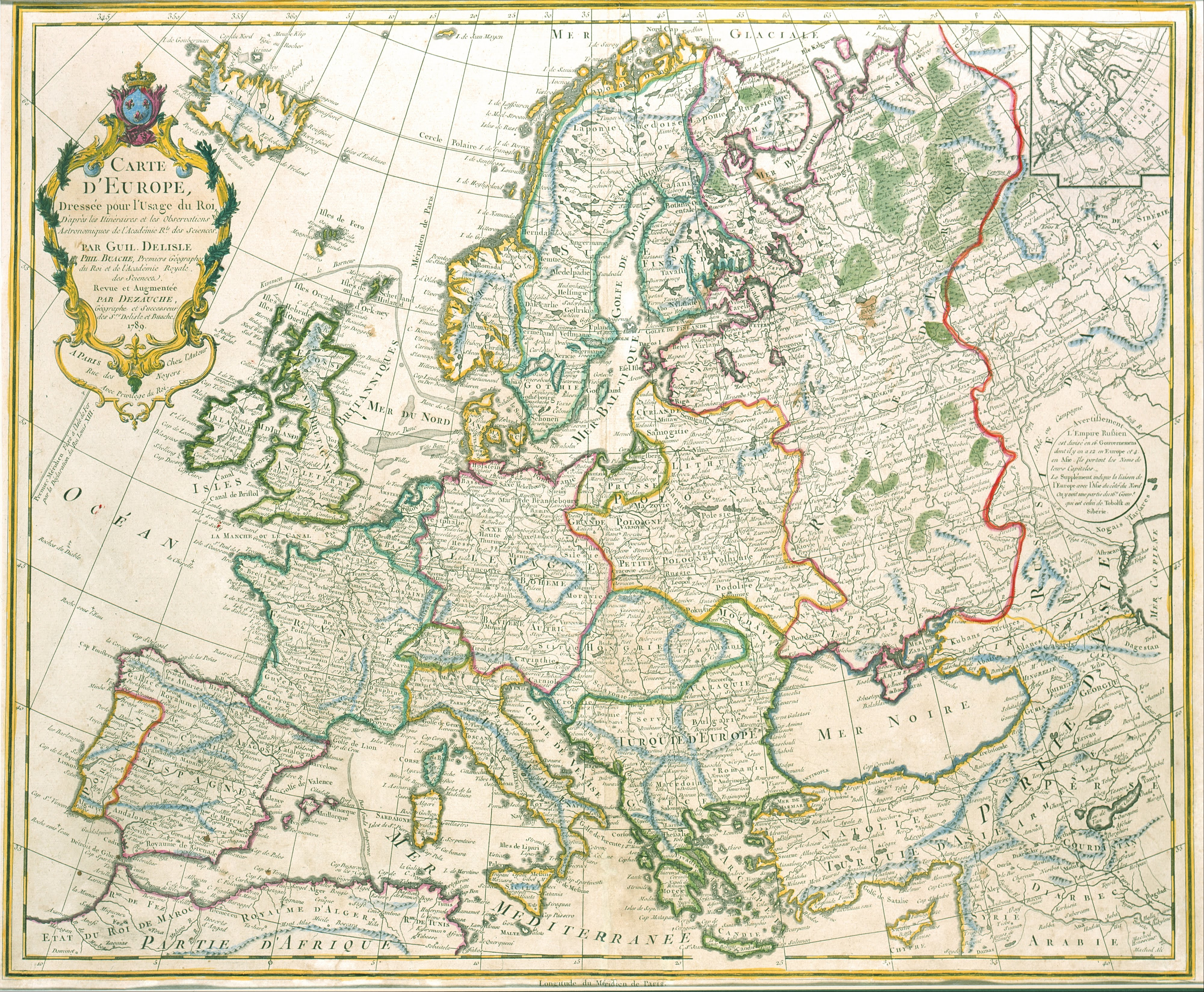
Kaart door de Fransman Jean-Claude Dezauche, meridiaan van Ferro

Aan het eind van de Middeleeuwen kwam het werk van Ptolemaeus opnieuw in de belangstelling. Niet lang daarna experimenteerden met name cartografen uit de Lage Landen met nieuwe locaties voor de nulmeridiaan. In april 1634 riep kardinaal en staatsman de Richelieu een aantal astronomen en cartografen uit Europa in een conferentie bijeen. Doel was het vaststellen van een internationale nulmeridiaan. De conferentie besloot tot het hanteren van de meridiaan van Ferro en op 1 juli van dat jaar vaardigde koning Lodewijk XIII van Frankrijk een decreet uit, waarin het Fransen werd verboden een andere nulmeridiaan te gebruiken. De astronoom Louis Feuillée van het observatorium van Parijs had in 1724 berekend dat De meridiaan van Ferro tussen 19° 52' en 20° 06' van de meridiaan van Parijs lag, zodat men de meridiaan van Ferro op precies 20° definieerde.

## Totstandkoming

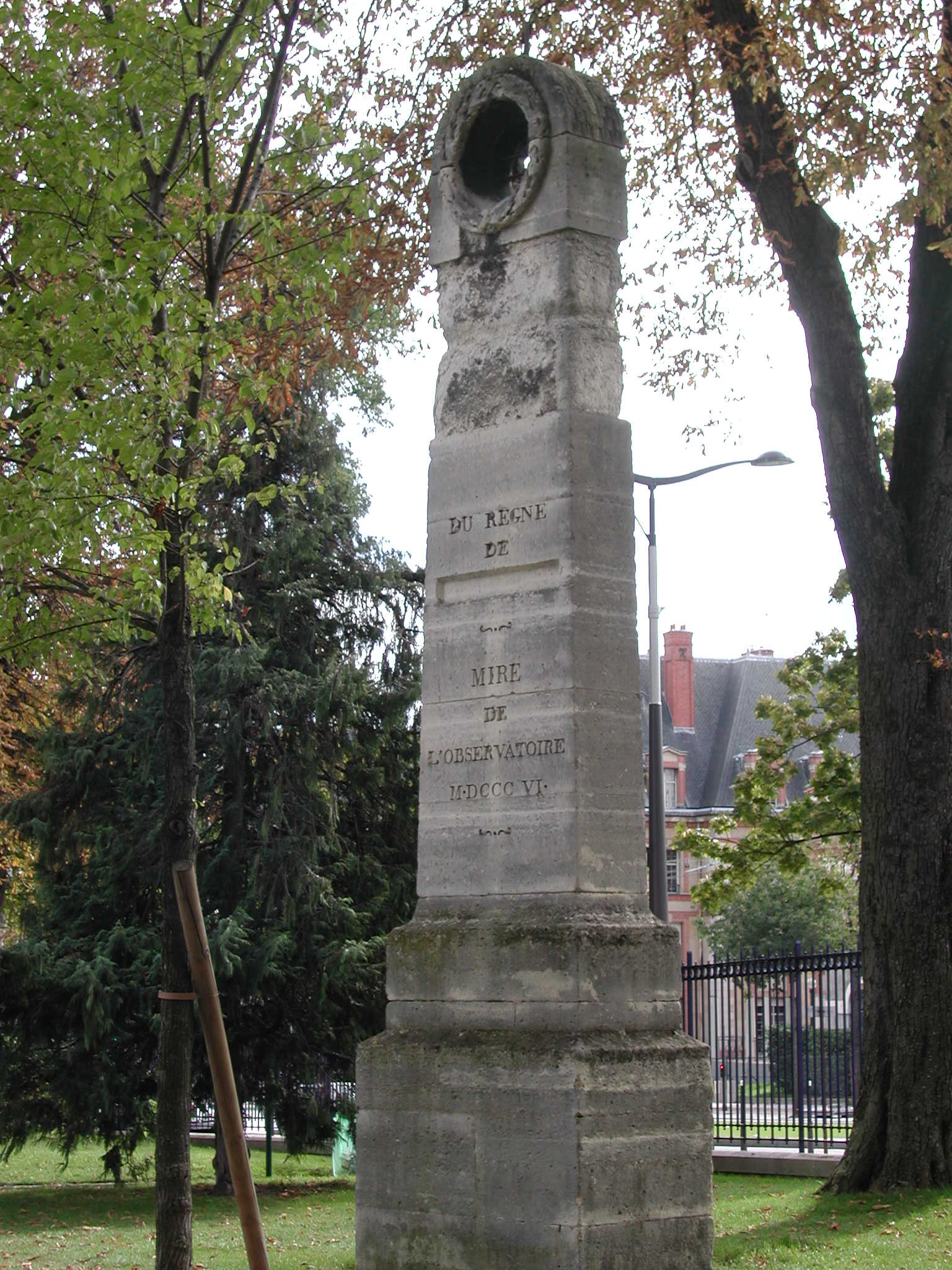
Baak van de meridiaan van Parijs in het Parc Montsouris

Ten tijde van het bewind van Lodewijk XIV van Frankrijk (1643-1715) was zijn minister Jean-Baptiste Colbert een namens Frankrijk ambitieus man. Hij hervormde de staatsfinanciën en de economie en investeerde fors in de infrastructuur. Verder trachtte hij van Frankrijk een belangrijke zeevarende natie te maken. Een van de belangrijkste problemen op het gebied van de navigatie in deze periode was het correct berekenen van de geografische lengte. Dat deze samenhing met sommige astronomische verschijnselen was algemeen bekend en op aangeven van Colbert gaf Lodewijk XIV in 1666 opdracht voor de bouw van een nieuw astronomisch observatorium. De hoofdtaken van deze instelling zouden het publiceren van  efemeriden (astronomische tabellen) en het berekenen van lengtegraden moeten worden. Op midzomerdag 1667 tekenden leden van de Académie des Sciences de contouren van het observatorium in de grond, nabij de abdij van Port-Royal, toentertijd net buiten Parijs. De astronoom Jean Picard trok daarop een noord-zuid georiënteerde lijn door het midden van de schets. Deze lijn zou een kleine 250 jaar door Franse zeelieden en cartografen als nulmeridiaan worden gebruikt.

## Toepassing in de landmeetkunde

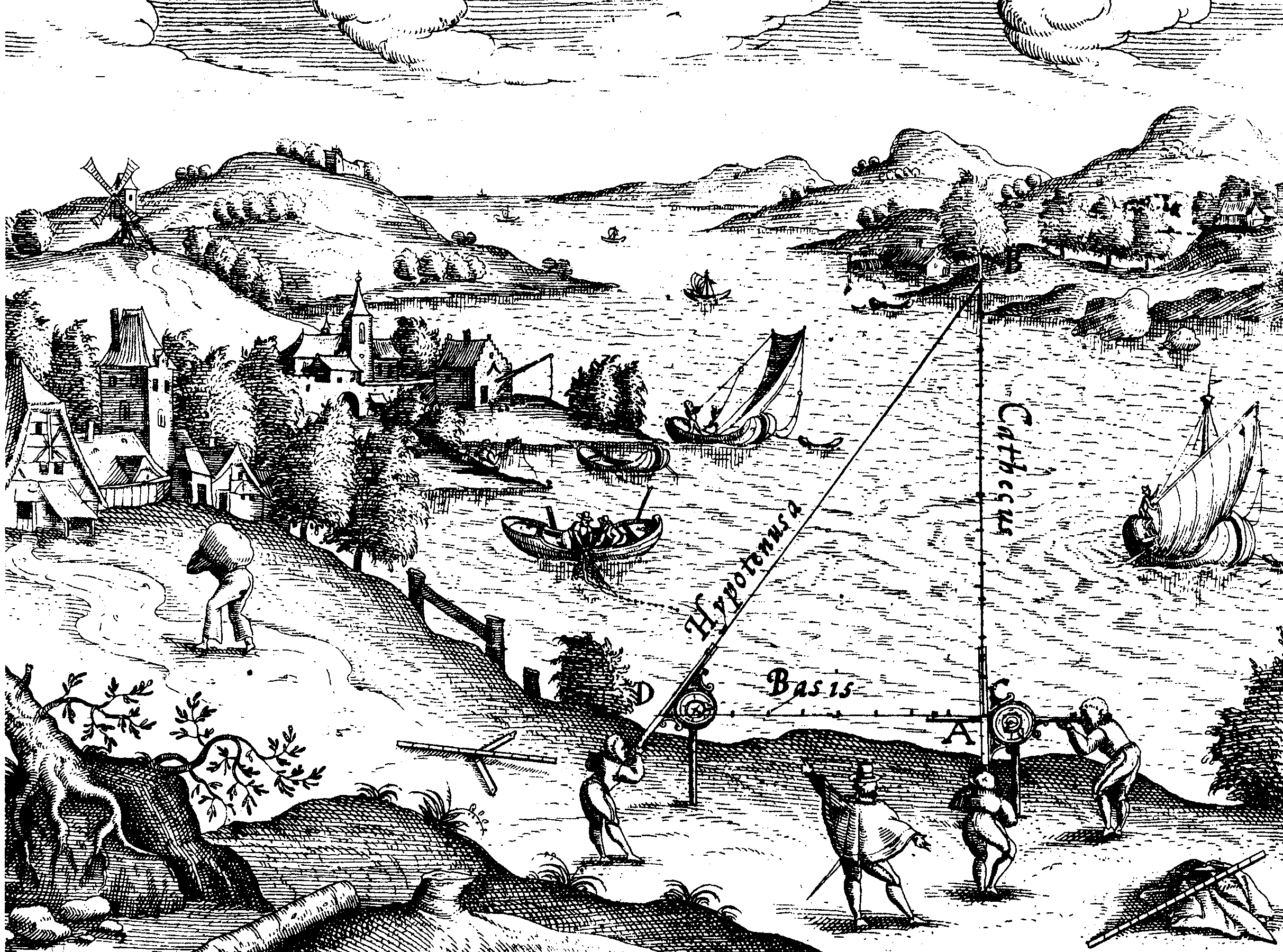
Driehoeksmeting in de zestiende eeuw.

Lodewijk XIV vroeg zijn wetenschappers met suggesties te komen voor het opmeten van Frankrijk en in 1668/69 probeerden leden van de Académie diverse technieken uit, in en rond Parijs. Daarbij maakten ze ook gebruik van de onder anderen door de Nederlander Willebrord Snel van Royen (of: Snellius) uitgewerkte techniek van de driehoeksmeting. Jean Picard herberekende een jaar later de omtrek van de aarde, nadat hij langs de meridiaan één breedtegraad had uitgemeten. Datzelfde jaar nodigde Colbert de Italiaanse astronoom Cassini uit om naar Parijs te komen en in 1671 werd deze de eerste directeur van het nieuwe observatorium. Cassini's kennis van het calculeren van lengtegraden volgens de methode van Galileo werd gekoppeld aan Picard's inzichten in de driehoeksmeting en de meridiaan van Parijs.
In 1679 gaf Lodewijk XIV zijn goedkeuring aan een plan om grote delen van Frankrijk nauwkeurig op te meten. De meetploeg kwam onder leiding van Picard te staan en men begon met meten in Bretagne, waarbij men al snel vaststelde dat de stad Brest 140 km minder ver naar het westen lag, dan voorheen werd aangenomen. De koning moet daarop verzucht hebben, dat hij aan zijn astronomen meer land was kwijtgeraakt dan aan een rampzalig verlopen oorlog. Er werden nog andere stukken opgemeten, maar zonder onderling verband. Picard stelde daarop voor om eerst twee hoofdlijnen uit te zetten, oost-west en noord-zuid (langs de meridiaan van Parijs), om daarna verder te gaan met topografische metingen door heel het land. Na diens dood in 1682 kreeg Cassini de leiding over het project, dat een jaar later - met de dood van Colbert - ernstige vertraging opliep.
In 1700 kon het veldwerk worden hervat, waarbij Cassini door zijn zoon Jacques werd bijgestaan, doch binnen een jaar kwam het weer stil te liggen. Jacques Cassini voltooide het werk in 1718, na de dood van zijn vader. De metingen aan de oost-westlijn begonnen in 1733, waarin de derde generatie Cassini, in de persoon van César François, ook een aandeel had. In 1739 voltooide men de driehoeksmetingen langs de grenzen, waarin het werk van Picard opgenomen werd, en in 1744 verscheen de eerste kaart van geheel Frankrijk op een schaal van 1:1.800.000. In de decennia hierna werden ook de minder toegankelijke gebieden opgemeten en werd er een meer gedetailleerde kaart geproduceerd op een schaal van 1:86.400, die bekendstaat als de Cassinikaart.

## De meridiaan als basis voor de meter

De definitie van de meter: een tien miljoenste van een halve meridiaan van Parijs

Kort na de Franse Revolutie, in 1792, vaardigde de Académie des Sciences een expeditie uit om de meridiaan tussen Duinkerke en Barcelona exact op te meten met behulp van driehoeksmeting. Alleen de hoofdlijn, van Melun naar Lieusaint, werd handmatig gemeten. De rest werd aan de hand van triangulatie berekend, gebruikmakend van een nieuw instrument: de repetitiecirkel. De wiskundige en astronoom Delambre nam het noordelijke deel voor zijn rekening (van Duinkerken tot Rodez,750 km) en Méchain het zuidelijke (van Barcelona tot Rodez, 330 km). Einddoel van deze inspanning was het bepalen van de precieze lengte van een nieuwe standaardmaat, de meter, die was gedefinieerd als een 10-miljoenste van een kwart van de omtrek van de aarde, gemeten langs de meridiaan van Parijs. Door een combinatie van moeilijkheden en tegenslagen leidden de meetresultaten pas medio 1799 tot een eindrapport, waarna een precieze meter van messing (later het corrosiebestendige platina, nog later het hardere 90% platina met 10% iridium) werd vervaardigd, die bewaard werd in het Louvre.
Rond de Franse Revolutie ontstond ook het idee een cirkel in 400 decimale graden te verdelen in plaats van de gebruikelijke 360. De aardomtrek werd per definitie 40.000 km, zodat een decimale graad overeenkwam met 100 km. Dit systeem van decimale graden heeft nooit breed ingang gevonden en is in onbruik geraakt voor lengte- en breedtegraden.
Begin negentiende eeuw werden stukken van het zuidelijke deel opnieuw gemeten door de Franse natuur- en landmeetkundige François Arago, misschien omdat was komen vast te staan dat Méchain bij zijn metingen fouten had gemaakt en deze had verdoezeld, maar ook om de meting door te trekken naar Formentera. In 1809 kon Arago zijn resultaten presenteren aan de Académie. De afwijking van de meter zoals die in het Louvre werd bewaard, bleek 0,2 mm te zijn, deels vanwege de fouten van Méchain, maar ook doordat de afplatting van de aarde niet goed was meegerekend. De meter werd hierop niet aangepast, en is derhalve tot op heden niet precies een 1/10.000.000ste van de afstand noordpool-evenaar.

## Onbruik van de meridiaan
Naast in eerste aanleg het Verenigd Koninkrijk, en in het verlengde daarvan delen van het Britse Rijk, hebben in de loop der jaren steeds meer landen de nulmeridiaan van Greenwich als norm geaccepteerd. Ook de zeevaart gebruikte haar en masse. In 1884 werd op uitnodiging van de Amerikaanse president Chester Arthur de Internationale Meridiaanconferentie belegd, waarop een grote meerderheid van landen instemde met het gebruik van de meridiaan van Greenwich als internationale standaard. De Fransen onthielden zich van stemming en trachtten nog enkele decennia lang aan hun eigen nulmeridiaan vast te houden. Toch nam het Franse parlement in 1898 een wet aan, waarmee het land zou overschakelen op de Greenwich Mean Time, zij het dat deze standaard "Parijse Tijd minus 9 minuten en 21 seconden" genoemd diende te worden. Diverse ministeries boden echter verzet en uitvoering van de wet liep daardoor een vertraging van 12 jaar op.
Aan het begin van de twintigste eeuw gaven ze hun verzet op en sloot Frankrijk zich aan bij de wereldstandaard (in 1911 voor wat betreft tijdrekening en 1914 voor de navigatie). Sindsdien wordt de meridiaan van Parijs nog slechts sporadisch gebruikt, hoewel zij op verrassende plaatsen nog kan opduiken.

## Latere gedaantes van de meridiaan

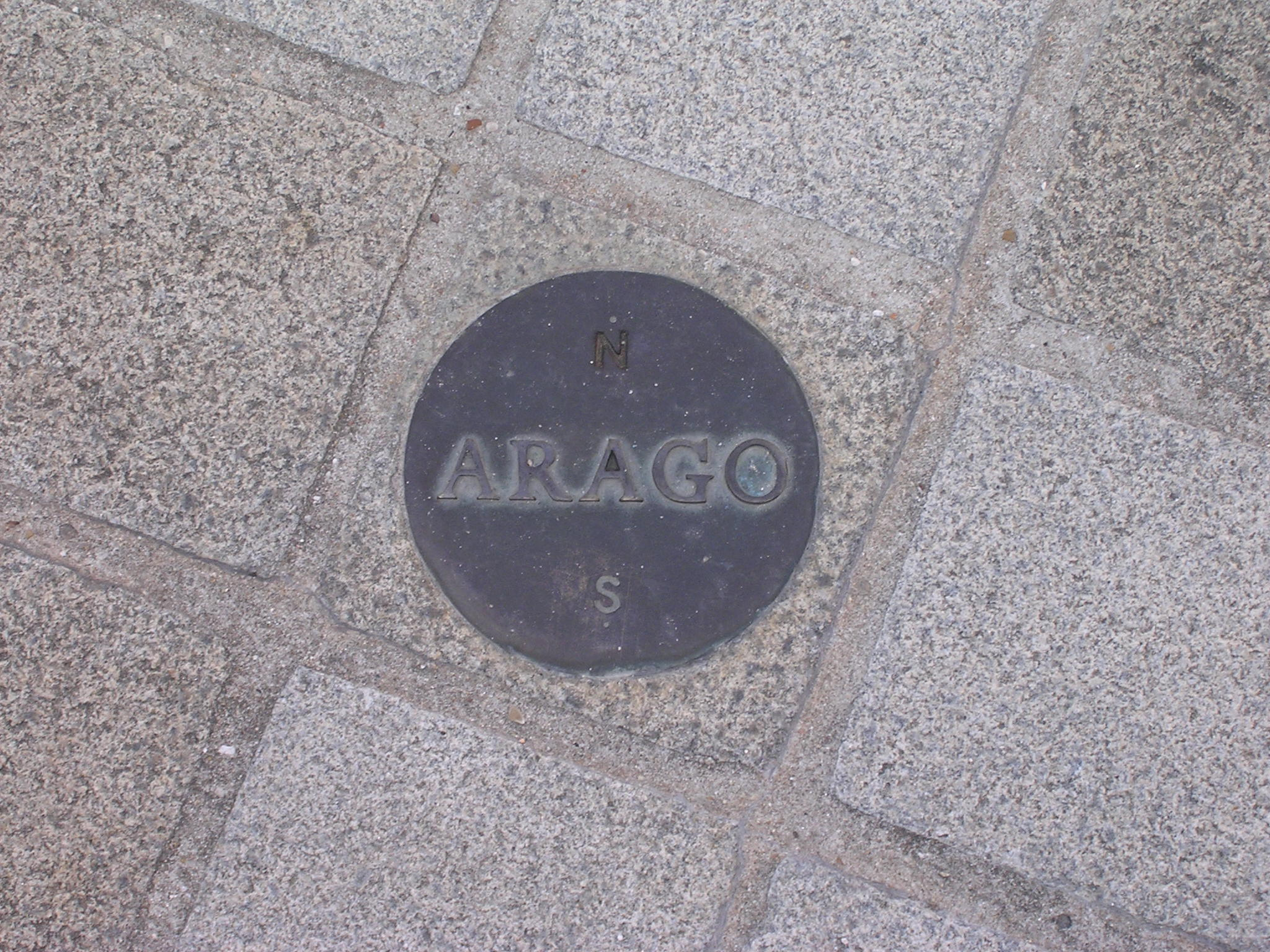
Arago medaillon nabij het Louvre

In 1993 won de Nederlandse beeldend kunstenaar Jan Dibbets een prijsvraag van de stad Parijs, die was uitgeschreven om het in de Tweede Wereldoorlog verloren gegane standbeeld van François Arago te vervangen. Dibbets mocht Arago eren met 135 bronzen medaillons langs het tracé van de meridiaan door Parijs.
De Méridienne verte was een project op initiatief van de Franse kunstenaar Paul Chemetov in het kader van de millenniumwisseling. Hierbij werden langs het hele tracé van de meridiaan op Frans grondgebied bomen geplant.

## De meridiaan van Parijs in de cultuur
- In het boek Twintigduizend mijlen onder zee door Jules Verne uit 1870 vraagt de schrijver aan kapitein Nemo welke nulmeridiaan hij hanteert, om zo te achterhalen uit welk land de kapitein afkomstig is. Nemo trapt er niet in en noemt de meridiaan van Parijs, omdat de schrijver uit Frankrijk komt.
- In het stripalbum De schat van Scharlaken Rackham door Hergé bemerkt Kuifje, dat ze verkeerd zoeken naar de schat op basis van de nulmeridiaan van Greenwich, terwijl ridder Hadoque de meridiaan van Parijs hanteerde.
- In De Da Vinci Code door Dan Brown wordt de lijn van bronzen medaillons van Dibbets genoemd, (abusievelijk) onder de naam "Ligne rose" (de lijn met de rozen).
- In het boek De Meridiaan van Parijs vertelt Philip Freriks de geschiedenis van Frankrijk, aan de hand van een tocht langs het Parijse deel van de lijn.